# Лозовое (Сумская область)
Лозовое (укр. Лозове) — село,
Хмелевский сельский совет,
Краснопольский район,
Сумская область,
Украина.
Код КОАТУУ — 5922387404. Население по переписи 2001 года составляло 162 человека.

## Географическое положение
Село Лозовое находится на берегу реки Дерновая (в основном на левом),
выше по течению на расстоянии в 2 км расположено село Веселое,
ниже по течению на расстоянии в 2 км расположено село Бранцовка.

## История
- В 1945 г. Указом Президиума ВС УССР село Поповка переименовано в Лозовое[2].